# Vladimir Stepania
Vladimir Stepania (Tiflis, República Socialista Soviética de Georgia, 8 de mayo de 1976) es un exjugador georgiano de baloncesto que militó durante seis temporadas en la NBA. Con 2.13 metros de estatura, jugaba en la posición de pívot.

## Trayectoria deportiva
Comenzó jugando en la liga eslovena con el Slovan Ljubljana y el Union Olimpija. Fue el primer jugador de la República de Georgia en llegar a la NBA. En la temporada 1998-99, debutó en Seattle SuperSonics con 5.5. puntos y 3.3 rebotes en 13.6 minutos. Los minutos que tuvo en su temporada rookie decrecieron pasando a jugar sólo 6.7 minutos por partido. Tras su año sophomore, Vladimir cambió de aires, llegó a Toronto Raptors pero estos lo cortaron y New Jersey Nets lo fichó en la temporada 2000-01 pero la situación no cambió. En la temporada 2001-02 tomó rumbo a Miami Heat, donde vivió sus mejores años en la liga. En los Heat llegó a promediar 5.6 puntos y 7 rebotes en la 2002-03, su segunda temporada en los Heat. Sú último equipo en la NBA fueron los Portland Trail Blazers. Su mejor marca en anotación fueron los 19 puntos que le endosó a Charlotte Hornets un 16 de noviembre de 2001.

### Estadísticas

#### Temporada regular
| Temp.   | Edad | Equipo     | Liga | P   | TIT | MIN  | TC  | TCA | %TC  | 3P  | 3PA | %3P  | TL  | TLA | %TL  | R.OF. | R.DEF. | REB | ASIS | ROB | TAP | PER | FP  | PTS |
| 1998-99 | 22   | Seattle    | NBA  | 23  | 6   | 13.6 | 2.3 | 5.4 | .424 | 0.0 | 0.1 | .000 | 0.9 | 1.7 | .525 | 1.2   | 2.1    | 3.3 | 0.5  | 0.4 | 1.0 | 1.4 | 2.5 | 5.5 |
| 1999-00 | 23   | Seattle    | NBA  | 30  | 1   | 6.7  | 1.0 | 2.6 | .367 | 0.0 | 0.2 | .000 | 0.6 | 1.2 | .472 | 0.7   | 0.9    | 1.6 | 0.1  | 0.3 | 0.4 | 0.7 | 1.5 | 2.5 |
| 2000-01 | 24   | New Jersey | NBA  | 29  | 0   | 9.7  | 1.0 | 3.0 | .318 | 0.0 | 0.1 | .250 | 0.9 | 1.2 | .735 | 1.2   | 2.6    | 3.8 | 0.6  | 0.3 | 0.4 | 0.7 | 1.6 | 2.8 |
| 2001-02 | 25   | Miami      | NBA  | 67  | 4   | 13.2 | 1.7 | 3.7 | .470 | 0.0 | 0.0 | .500 | 0.7 | 1.6 | .481 | 1.5   | 2.5    | 4.0 | 0.2  | 0.4 | 0.7 | 0.8 | 1.5 | 4.3 |
| 2002-03 | 26   | Miami      | NBA  | 79  | 6   | 20.2 | 2.3 | 5.4 | .433 | 0.0 | 0.0 |      | 0.9 | 1.7 | .530 | 2.7   | 4.3    | 7.0 | 0.3  | 0.6 | 0.5 | 0.9 | 2.1 | 5.6 |
| 2003-04 | 27   | Portland   | NBA  | 42  | 2   | 10.8 | 1.0 | 2.5 | .417 | 0.0 | 0.0 |      | 0.5 | 0.9 | .611 | 1.2   | 1.8    | 3.0 | 0.5  | 0.3 | 0.4 | 0.5 | 1.5 | 2.6 |
| Total   |      |            | NBA  | 270 | 19  | 13.8 | 1.7 | 4.0 | .425 | 0.0 | 0.1 | .133 | 0.8 | 1.4 | .536 | 1.6   | 2.7    | 4.4 | 0.3  | 0.4 | 0.5 | 0.8 | 1.8 | 4.1 |